# Ivo Vieira
Ivo Ricardo Abreu Vieira (Machico, 10 febbraio 1976) è un allenatore di calcio ed ex calciatore portoghese, di ruolo difensore, tecnico del Tondela.

## Carriera

### Giocatore
Difensore centrale, ha trascorso la sua intera carriera da calciatore con il Nacional.

## Palmarès

### Giocatore
- Segunda Divisão: 1

Nacional: 1999-2000 (girone Sud)

### Allenatore
- Campionato Mato-Grossense: 1

Cuiabá: 2023